# Copa Mundial IFA7
La Copa Mundial de fútbol 7 de la IFA7 es un torneo internacional de selecciones nacionales de fútbol 7  compuestas por jugadores masculinos. El torneo es organizado cada cuatro años por la IFA7 y surgió en 2017. Rusia y Perú son los máximos vencedores del torneo con un título cada uno.

## Edición 2017[4]

### Grupo A
| Equipo     | Pts | PJ | PG | PE | PP | GF | GC | Dif |
| ---------- | --- | -- | -- | -- | -- | -- | -- | --- |
| Guatemala  | 9   | 3  | 3  | 0  | 0  | 21 | 6  | 15  |
| Uruguay    | 6   | 3  | 2  | 0  | 1  | 18 | 15 | 3   |
| Costa Rica | 3   | 3  | 1  | 0  | 2  | 17 | 11 | 6   |
| Canadá     | 0   | 3  | 0  | 0  | 3  | 3  | 27 | -24 |

### Grupo B
| Equipo         | Pts | PJ | PG | PE | PP | GF | GC | Dif |
| -------------- | --- | -- | -- | -- | -- | -- | -- | --- |
| Argentina      | 6   | 2  | 2  | 0  | 0  | 19 | 6  | 13  |
| Brasil         | 3   | 2  | 1  | 0  | 1  | 14 | 12 | 2   |
| Estados Unidos | 0   | 2  | 0  | 0  | 2  | 9  | 19 | -10 |

### Grupo C
| Equipo  | Pts | PJ | PG | PE | PP | GF | GC | Dif |
| ------- | --- | -- | -- | -- | -- | -- | -- | --- |
| México  | 6   | 2  | 2  | 0  | 0  | 11 | 3  | 8   |
| Francia | 3   | 2  | 1  | 0  | 1  | 17 | 9  | 8   |
| India   | 0   | 2  | 0  | 0  | 2  | 7  | 17 | -10 |

### Grupo D
| Equipo  | Pts | PJ | PG | PE | PP | GF | GC | Dif |
| ------- | --- | -- | -- | -- | -- | -- | -- | --- |
| Rusia   | 4   | 2  | 1  | 1  | 0  | 9  | 5  | 4   |
| Perú    | 4   | 2  | 1  | 1  | 0  | 8  | 6  | 2   |
| Ecuador | 0   | 3  | 0  | 0  | 3  | 7  | 22 | -15 |

#### Fase final
|  | Cuartos de final  | Cuartos de final  |           |         | Semifinales      | Semifinales      |  |       | Final | Final |  |
|  | 21 al 24 de junio | 21 al 24 de junio |           |         | 27 y 28 de junio | 27 y 28 de junio |  |       |       |       |  |
|  |                   |                   |           |         |                  |                  |  |       |       |       |  |
|  |                   |                   |           |         |                  |                  |  |       |       |       |  |
|  | Perú              | 0 (2)             |           |         |                  |                  |  |       |       |       |  |
|  | Perú              | 0 (2)             |           |         |                  |                  |  |       |       |       |  |
|  | México (p)        | 0 (4)             |           |         |                  |                  |  |       |       |       |  |
|  | México (p)        | 0 (4)             |           | México  | 0 (2)            |                  |  |       |       |       |  |
|  |                   |                   |           | México  | 0 (2)            |                  |  |       |       |       |  |
|  |                   |                   | Rusia (p) | 0 (4)   |                  |                  |  |       |       |       |  |
|  | Rusia             | 4                 | Rusia (p) | 0 (4)   |                  |                  |  |       |       |       |  |
|  | Rusia             | 4                 |           |         |                  |                  |  |       |       |       |  |
|  | Francia           | 2                 |           |         |                  |                  |  |       |       |       |  |
|  | Francia           | 2                 |           |         |                  |                  |  | Rusia | 4     |       |  |
|  |                   |                   |           |         |                  |                  |  | Rusia | 4     |       |  |
|  |                   |                   | Guatemala | 2       |                  |                  |  |       |       |       |  |
|  | Argentina         | 0                 | Guatemala | 2       |                  |                  |  |       |       |       |  |
|  | Argentina         | 0                 |           |         |                  |                  |  |       |       |       |  |
|  | Uruguay           | 1                 |           |         |                  |                  |  |       |       |       |  |
|  | Uruguay           | 1                 |           | Uruguay | 0                |                  |  |       |       |       |  |
|  |                   |                   |           | Uruguay | 0                |                  |  |       |       |       |  |
|  |                   |                   | Guatemala | 2       |                  |                  |  |       |       |       |  |
|  | Guatemala         | 9                 | Guatemala | 2       |                  |                  |  |       |       |       |  |
|  | Guatemala         | 9                 |           |         |                  |                  |  |       |       |       |  |
|  | Brasil            | 1                 |           |         |                  |                  |  |       |       |       |  |
|  | Brasil            | 1                 |           |         |                  |                  |  |       |       |       |  |
|  |                   |                   |           |         |                  |                  |  |       |       |       |  |

## Edición 2022[8]

### Grupo A
| Equipo      | Pts | PJ | PG | PE | PP | GF | GC | Dif |
| ----------- | --- | -- | -- | -- | -- | -- | -- | --- |
| Perú        | 8   | 3  | 2  | 1  | 0  | 11 | 6  | 5   |
| El Salvador | 7   | 3  | 2  | 1  | 0  | 14 | 11 | 3   |
| México      | 2   | 3  | 0  | 1  | 2  | 10 | 13 | -3  |
| Ecuador     | 1   | 3  | 0  | 1  | 2  | 7  | 12 | -5  |

|  | Clasificado para la Fase final |

| 24 de septiembre de 2022 | Ecuador | 3:5     | El Salvador | Complejo Deportivo Niño Héroe Manuel Bonilla, Lima |  |
|                          |         | Reporte |             |                                                    |  |

| 24 de septiembre de 2022 | Perú | 4:2     | México | Complejo Deportivo Niño Héroe Manuel Bonilla, Lima |  |
|                          |      | Reporte |        |                                                    |  |

| 25 de septiembre de 2022 | México | 4:5 | El Salvador | Complejo Deportivo Niño Héroe Manuel Bonilla, Lima |  |

| 25 de septiembre de 2022 | Perú | 3:0     | Ecuador | Complejo Deportivo Niño Héroe Manuel Bonilla, Lima |  |
|                          |      | Reporte |         |                                                    |  |

| 27 de septiembre de 2022 | México | 4(2) : 4(1) | Ecuador | Complejo Deportivo Niño Héroe Manuel Bonilla, Lima |  |

| 27 de septiembre de 2022 | Perú | 4(2) : 4(0) | El Salvador | Complejo Deportivo Niño Héroe Manuel Bonilla, Lima |  |

Nota N°1: 3 puntos por partido ganado en tiempo reglamentario. 2 puntos por partido ganado en shutdowns. 1 punto por partido perdido en shutdowns.

### Grupo B
| Equipo     | Pts | PJ | PG | PE | PP | GF | GC | Dif |
| ---------- | --- | -- | -- | -- | -- | -- | -- | --- |
| Chile      | 6   | 3  | 3  | 0  | 0  | 24 | 6  | 18  |
| Venezuela  | 5   | 3  | 1  | 1  | 2  | 10 | 14 | -4  |
| Costa Rica | 4   | 3  | 1  | 1  | 1  | 12 | 11 | 1   |
| Colombia   | 1   | 3  | 0  | 0  | 3  | 13 | 28 | -15 |

|  | Clasificado para la Fase final |

| 24 de septiembre de 2022 | Venezuela | 1:4 | Chile | Complejo Deportivo Niño Héroe Manuel Bonilla, Lima |  |

| 24 de septiembre de 2022 | Costa Rica | 7:3 | Colombia | Complejo Deportivo Niño Héroe Manuel Bonilla, Lima |  |

| 26 de septiembre de 2022 | Venezuela | 2(1) : 2(0) | Costa Rica | Complejo Deportivo Niño Héroe Manuel Bonilla, Lima |  |

| 26 de septiembre de 2022 | Chile | 14:2 | Colombia | Complejo Deportivo Niño Héroe Manuel Bonilla, Lima |  |

| 28 de septiembre de 2022 | Venezuela | 7:8 | Colombia | Complejo Deportivo Niño Héroe Manuel Bonilla, Lima |  |

| 28 de septiembre de 2022 | Chile | 6:3 | Costa Rica | Complejo Deportivo Niño Héroe Manuel Bonilla, Lima |  |

Nota N°2: 3 puntos por partido ganado en tiempo reglamentario. 2 puntos por partido ganado en shutdowns. 1 punto por partido perdido en shutdowns. En la tercera fecha, la organización le dio el triunfo a Venezuela, en el partido que perdió con Colombia, por una mala inscripción de un futbolista colombiano.

### Semifinales
|  | Perú | 2:0 | Venezuela |  |  |

|  | Chile | 2:4 | El Salvador |  |  |

### Tercer lugar
|  | Chile | 2:3 | Venezuela |  |  |

### Final[11]
|  | Perú | 8:5 | El Salvador |  |  |

|                          |
| Bandera de Perú          |
| Campeón Perú 1.er título |

## Historial
| Año  | #  | Campeón | Subcampeón  | Tercero   | Cuarto |
| ---- | -- | ------- | ----------- | --------- | ------ |
| 2017 | I  | Rusia   | Guatemala   | Uruguay   | México |
| 2022 | II | Perú    | El Salvador | Venezuela | Chile  |

## Palmarés
| Selección   | Campeón  | Subcampeón |
| ----------- | -------- | ---------- |
| Rusia       | 1 (2017) |            |
| Perú        | 1 (2022) |            |
| Guatemala   |          | 1 (2017)   |
| El Salvador |          | 1 (2022)   |